# エンデバー (補給艦)
エンデバー（HMNZS Endeavour, A11）は、ニュージーランド海軍の補給艦・タンカーである。約7500トンの艦艇用燃料のほか、物資やヘリコプター用の燃料も搭載する。
艦名は、ジェームズ・クックが探検航海に使用した帆船エンデバーから。

## 艦歴
「エンデバー」は商船規格船舶として大韓民国で建造され、1988年4月8日に就役する。母港はニュープリマスにあるデヴォンポート海軍基地に置かれている。ニュージーランド海軍の艦艇が訓練や交流のために日本を訪れるときには「エンデバー」もよく同伴している。
1999年9月21日から24日にかけての期間と、2000年1月28日から2月23日までの2度に渡り東ティモール国際軍オーストラリア軍指揮官の下で東ティモール国際軍の一部として参加する。
2012年には「F77 テ・カハ」と共にリムパックに参加している。
ニュージランド海軍は「エンデバー」の代替を計画しており、当初は2013年までに退役する予定であったが、マルポール条約に対応するため、18ヶ月かけて改装され現役を続行した。2015年3月には、代替船の入札要件が公開された。現在、国防省は「エンデバー」の退役時期を2018年4月に予定している。
代替船の仕様は、2基のディーゼルエンジンによって構成され16ノットで6400海里の航続距離を有する推進システム、ミニ・タイフーンマウント2基およびファランクスCIWS1基の武装、ヘリコプター運用能力および12TEU相当のコンテナ搭載能力が要求されている。2015年9月に、大宇造船海洋と現代重工業は、入札の最終段階に選考された。